# لويس برستون
لويس برستون (بالإنجليزية: Lewis Preston)‏ هو مدرب كرة سلة أمريكي، ولد في 31 أكتوبر 1970 في بوونز ميل في الولايات المتحدة.